# Craig Chester
Craig Chester (sinh ngày 8 tháng 11 năm 1965) là một diễn viên, nhà văn/tác giả, nhà biên kịch người Mỹ.

## Đầu đời
Chester sinh ra ở West Covina, California, là con trai của Cecil, ca sĩ chính trong ban nhạc rock "Whisky", và Linda, một người nội trợ. Anh cùng gia đình chuyển đến Carrollton, Texas vào năm 12 tuổi khi cha anh nhận lời làm việc chung cho Nestlé. Ở tuổi mười lăm, Chester được chẩn đoán mắc hội chứng mặt dài dị dạng bẩm sinh.  Triệu chứng nổi bật nhất của tình trạng này là chiều cao khuôn mặt thấp hơn dài quá mức. Ở tuổi 18, Chester đã trải qua một năm để trải qua nhiều cuộc phẫu thuật tái tạo. Chester chuyển đến Thành phố New York vào năm 1985, với một gương mặt mới, để theo học tại Học viện Nghệ thuật Sân khấu Hoa Kỳ. Sau khi tốt nghiệp, anh đã biểu diễn trong nhiều vở kịch khác nhau trên sân khấu ở New York, bao gồm một vở kịch do Joanne Woodward viết kịch bản, người đã nhận thấy phong cách diễn xuất tự nhiên của anh, đã khuyến khích Chester theo đuổi sự nghiệp điện ảnh.

## Sự nghiệp
Lần đầu diễn xuất của Chester là trong bộ phim truyện Swoon, một bộ phim kể lại đương đại về vụ án giết người khét tiếng Leopold & Loeb, đã mang về cho Chester một đề cử Giải Tinh thần Độc lập cho Nam diễn viên chính xuất sắc nhất. Janet Maslin của The New York Times mô tả bộ phim là "chói sáng". Peter Travers của Rolling Stone đã mô tả Swoon là “một bộ phim tuyệt vời...đầy ám ảnh và có tầm nhìn xa”. Chester tiếp tục diễn xuất trong một chuỗi các bộ phim độc lập được giới phê bình đánh giá cao. Anh là người đồng tính công khai từ khi mới vào nghề, hiếm thấy ở thời điểm đó.
Do đó, St. Martin's Press đã tiếp cận Chester để viết về cuộc đời và kinh nghiệm của anh. Cuốn hồi ký Why the Long Face?: The Adventures of a Truly Independent Actor được xuất bản năm 2003. Năm 2009, Showtime đã lựa chọn cuốn sách với Chester để chuyển thể nó thành một phi công truyền hình với Don Roos, Dan Bucatinsky và Lisa Kudrow là nhà sản xuất. Publishers Weekly mô tả Why The Long Face là "dí dỏm, hấp dẫn" với Chester là một "người kể chuyện hấp dẫn với giọng nói tươi mới". Kirkus Reviews mô tả cuốn hồi ký của Chester là một “cuốn tự truyện hấp dẫn ở điểm giữa chắc chắn sẽ khơi dậy sự tò mò về những gì nửa sau có trong cửa hàng.”
Chester chuyển sang viết kịch bản với Adam & Steve, mà anh cũng đạo diễn và đóng vai chính với Parker Posey, Chris Kattan và Malcolm Gets. Bộ phim được phát hành vào ngày 24 tháng 4 năm 2005. Viết cho The Village Voice, Melissa Levine mô tả màn ra mắt của nhà văn kiêm đạo diễn Chester là "thực sự thú vị", trong khi Ronnie Scheib của Variety khen ngợi màn trình diễn của anh: “Chester’s Adam, có thể dễ dàng trượt từ bathos sang bệnh hoạn và quay lại một lần nữa mà không hề có chút schmaltz nào của chủ nghĩa nhân văn sitcom, là một điều kỳ diệu về thời gian hài sắc thái.” Chuck Wilson, người viết cho LA Weekly đã mô tả bộ phim là "một cái gì đó chắc chắn khiến John Waters sởn gai ốc vì sung sướng." Adam & Steve kể từ đó đã phát triển một lượng người theo dõi.
Kể từ khi chuyển thể cuốn sách của mình cho Showtime, Chester đã viết cho truyền hình. Anh đã viết cho mùa thứ bảy của loạt phim HBO ăn khách, True Blood và đã phát triển các chương trình thí điểm với NBC và Ryan Seacrest cho E! giữa những người khác.  Vào ngày 5 tháng 6 năm 2013 trong ấn bản "Moth Radio Hour" của NPR, Chester kể lại việc anh bị ám ảnh bởi diễn viên được đề cử Giải Oscar, Montgomery Clift, người đã chết hơn 40 năm.

## Các phim đã tham gia
| Year      | Tựa phim                                             | Vai                  | Ghi chú                                                             |
| --------- | ---------------------------------------------------- | -------------------- | ------------------------------------------------------------------- |
| 1992      | Swoon                                                | Nathan Leopold Jr.   |                                                                     |
| 1993      | Grief                                                | Mark                 |                                                                     |
| 1994      | Out of Darkness                                      | Bill                 | phim truyền hình                                                    |
| 1995      | Frisk                                                | Henry                |                                                                     |
| 1996      | I Shot Andy Warhol                                   | Fred Hughes          |                                                                     |
| 1997      | David Searching                                      | Mercedes Guy         |                                                                     |
| 1997      | Kiss Me, Guido                                       | Terry                |                                                                     |
| 1998      | The Misadventures of Margaret                        | Richard Lane         |                                                                     |
| 1998      | Shucking the Curve                                   | Steven               |                                                                     |
| 1999      | Charlie!                                             |                      |                                                                     |
| 2001      | The Anniversary Party                                | Party Guest          |                                                                     |
| 2001      | Circuit                                              | White Party Customer |                                                                     |
| 2001      | The Experience Box                                   | Ryan                 |                                                                     |
| 2001      | Sex and the City "Coulda, Woulda, Shoulda"           | Hermes Clerk         | phim truyền hình                                                    |
| 2002      | Bumping Heads                                        | Craig                | phim ngắn, 22 phút; phát hành năm 2003 trong Boys Life 4: Four Play |
| 2002      | Law & Order: Criminal Intent "Phantom" "Anti-Thesis" | Thor Derek           | phim truyền hình                                                    |
| 2003      | The Look                                             | Henrik               |                                                                     |
| 2003      | Quintessence                                         | Thomas               | phim ngắn, 25 phút                                                  |
| 2004      | Anonymous                                            | Auditor              |                                                                     |
| 2004      | Out on the Edge                                      |                      | tác giả                                                             |
| 2005      | Adam & Steve                                         | Adam Bernstein       | diễn viên; tác giả; đạo diễn                                        |
| 2007      | Save Me                                              |                      | tác giả                                                             |
| 2007–2008 | The Big Gay Sketch Show                              |                      | tác giả (9 tập)                                                     |
| 2008      | Pedro                                                | Counselor            |                                                                     |
| 2013      | Kill Your Darlings                                   | Doanh nhân           |                                                                     |